# Eohaustorius longidactylus
Eohaustorius longidactylus is een vlokreeftensoort uit de familie van de Haustoriidae. De wetenschappelijke naam van de soort is voor het eerst geldig gepubliceerd in 1990 door Jo.